# Goldrake (fumetto)
Goldrake, in alcuni numeri Goldrake playboy, è stato un fumetto italiano per adulti, di spionaggio ed erotico, creato nel 1966 da Renzo Barbieri e dal disegnatore Sandro Angiolini, disegni poi proseguiti nello Studio Montanari e pubblicato inizialmente dalla Editrice 66 e poi la seconda serie dalla Ediperiodici, edizioni EP, fino al 1980. Insieme a Isabella è stata fra le serie ideate da Barbieri insieme a Giorgio Cavedon di maggior successo e che portarono alla nascita del genere nero/erotico.

## Storia editoriale
La serie esordì nel 1966 quando Renzo Barbieri fondò la Editrice 66 per poter pubblicare fumetti da lui ideati ispirandosi a famosi soggetti cinematografici e letterari del periodo: nacquero così Isabella, ispirata ai romanzi di Angelica e Goldrake, ispirato all'agente segreto James Bond di Ian Fleming; entrambe le serie furono disegnate da Sandro Angiolini. L'impresa non riscosse però il successo sperato e vennero pubblicati solo pochi numeri prima della chiusura. Nel 1967, Barbieri fonda insieme a Cavedon le Edizioni ErreGI che esordiscono riprendendo la pubblicazione della testata Isabella e poi quella dedicata a Goldrake ed entrambe raggiungono un certo successo. La seconda serie di Goldrake verrà pubblicata ininterrottamente fino al 1980, per 316 volumi.

## Trama
Goldrake è un agente segreto della CIA, poi investigatore privato, ispirato a James Bond ma con il volto di Jean-Paul Belmondo, che vive avventure sexy e violente. Sempre impegnato a combattere comunisti e affini in Sudamerica, in Cina, a Cuba, ha tuttavia un alleato e partner sessuale in una bellissima agente russa del KGB, di nome Ursula, con le fattezze di Ursula Andress, che l'aiuta nello sconfiggere e trucidare dissidenti della linea ufficiale sovietica. In alcuni episodi appare addirittura Mao Zedong in persona, dipinto come un pederasta.
Sua nemica principale è Madame Brutal, una folle lesbica sadica, che lo odia a causa di un incidente nel quale ha perso una gamba. 
Altra caratteristica di Goldrake, oltre all'anticomunismo estremo, è il suo aperto razzismo, che lo spinge in certi episodi a considerare dichiaratamente neri e asiatici degli esseri inferiori.